# Apodicarpum ikenoi
Apodicarpum ikenoi är en flockblommig växtart som beskrevs av Tomitaro Makino. Apodicarpum ikenoi ingår i släktet Apodicarpum och familjen flockblommiga växter. Inga underarter finns listade i Catalogue of Life.